# Дмитриев день
Дми́триев день — день в народном календаре у славян, приходящийся на 26 октября (8 ноября). Название дня происходит от имени святого Дмитрия Солоунского. У восточных и южных славян относился к годовым праздникам и считался рубежом зимы. У восточных славян завершался осенний брачный сезон.
Особенно почитается суббота, предшествующая Дмитриеву дню или выпадающая на него, когда справляют поминки-тризны по усопшим предкам.

## Другие названия
рус. Дми́тров день, Большие Осенины, укр. Дмитра, Змитра, бел. Зміцер, серб. Митровдан, болг. Димитровден, макед. Митровден, словац. Mitra.
В этот день православными и католиками почитается в том числе Димитрий Солунский, чьё имя присутствует в названии дня.

## Традиции

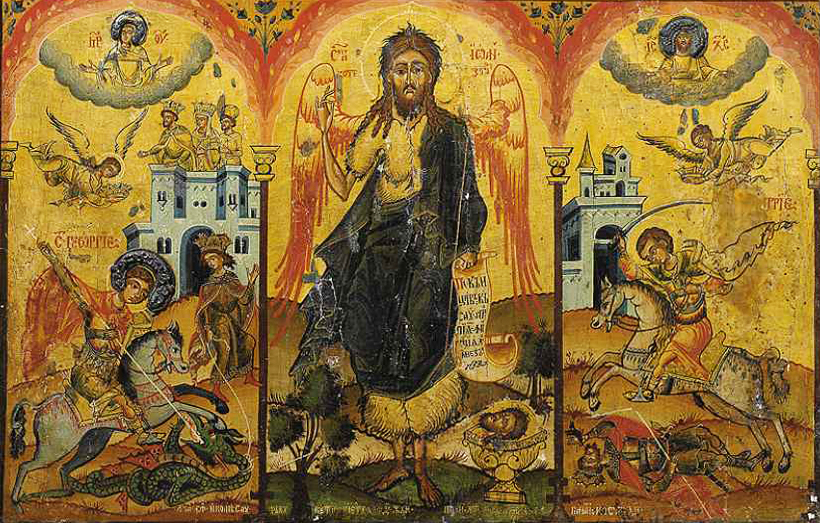
Фрагмент русской иконы, символизирующий лето:
• Георгий Победоносец, в день которого начинается летнее полугодие,
• Иоанн Креститель, в чей день отмечается «макушка лета» и
• Димитрий Солунский, в чей день заканчивалось летнее полугодие.

В этот день восточные славяне возносят молитвы Дмитрию Солоунскому об оказании помощи на поле брани, а также о даровании мужества и терпения, об исцелении болезни глаз, о прозрении ослепших.
Дмитриев день отмечал завершение осеннего брачного сезона, так как только до этого дня (в преддверии рождественского поста и последующих праздников) можно было засылать сватов.
Гальковский Н. М. упоминает об осенней коляде в октябре: «тогда крестьяне дают хлеб зерном» колядовщикам.
Дмитриев день считался началом зимнего полугодия, называемого у сербов «митровско» (дмитриевское) и продолжающегося до весеннего Юрьева дня 23 апреля (6 мая), который открывал второе, джурджевско (юрьевское), полугодие. Пограничный характер праздника отразился в поверье, согласно которому в ночь на Дмитриев день (как и на Юрьев день) ведьмы сбрасывают с неба луну, превращают её в корову и доят (ю.-болг.). С началом зимы были связаны пословицы: «В Дмитриев день зима лезет на плетень»; «Пришёл к нам святой Дмитрий на белом коне». В Болгарии говорят: «Святой Димитр приносит зиму, а святой Георгий — лето». В одной народной сказке оба святых — близнецы-братья. За святым Дмитрием — старшинство. Он ездит верхом на огненном коне и является властелином зимы. По болгарскому поверью, в Дмитриев день «дядо Димитър» тряс своей белой бородой и из неё сыпался первый снег.
У южных славян Дмитриев день считался основной хозяйственной границей года, отделяющей летнюю его часть от зимней. День, следующий за Дмитриевым днём, назывался во многих местах разпус. Тогда заканчивались сроки долговых обязательств и хозяйственных договоров, наниматели расплачивались за полгода работы со слугами, овчарами, пастухами, после чего заключались новые договоры на следующую половину года. В Македонии в Дмитриев день в селе устанавливали новый деревянный календарь, на котором обозначали размеры долгов, а также имена должников и заимодавцев. Дмитриев день обозначал также завершение скотоводческого года, начинающегося в день св. Георгия, а сами святые Юрий и Димитрий считались покровителями скота. В связи с этим овчары, чабаны и пастухи устраивали празднества в корчме, которые длились несколько дней, кололи барана (курбан), посещали «сборы» в соседних сёлах.
У сербов, черногорцев и частично боснийцев к этому дню были приурочены обычаи хозяйственного характера, подобно тому как это было в день всех святых у хорватов и словенцев.
Кое-где в горных районах центральной Болгарии день называют «полазником» — так называют гостя, который первым перешагнул порог дома. Верят, если он человек добрый и состоятельный, то и будущий год будет успешным и будет хороший урожай.
В центральной Словакии в этот день был большой праздник окончания года у пастухов овцеводческих деревень. Главный пастух, его помощники и владельцы овец производили окончательный расчёт. После раздачи овец хозяевам главный пастух и валахи сразу же отправлялись на торжественный ужин, который устраивался на общие средства.
По древней традиции, суббота перед этим праздником (реже — пятница) посвящается поминовению родителей.
Следующий за Дмитриевом днём день св. Нестора у болгар и сербов принадлежал к «мышиным» праздникам. В Лесковачкой Мораве в сам Дмитриев день совершалось ритуальное изгнание мышей. У сербов Косово 27 октября (9 ноября), в день, называемый «слугой святого Димитрия», запрещалось открывать сундуки, чтобы у змей не раскрывались пасти. В некоторых регионах Дмитриев день связывался с волчьей темой. У восточных славян считалось, что с Дмитриева дня до весеннего Юрьева дня «волки распущены» и потому нападают на скот. К Дмитриеву дню приурочены запреты шить, кроить полотно, прясть, ткать, чесать шерсть, работать со скотом, чтобы избежать нападения волков на овчаров и на стадо.

## Поговорки и приметы
- Коли отдохнут на дедовой неделе родители (случится оттепель), то и всей зимушке-зиме быть с мокрыми теплинами[2]
- Не всегда поповым ребятам Дмитриева суббота[11].
- В Дмитриев день и воробей под кустом пиво варит (Ярославская губ.)[11].
- Дмитриев день — зима уж лезет на плетень[2].
- До Дмитра́ девка хитра, а после Дмитра́ ещё хитрее (вышед замуж) (южн.-рус.)[12].
- Уж после Митры, уж валахам светлее (словац. Už je po Mitre, už valachom svitne)[4].